# Tanja (Fähre)
| TANJA              | TANJA                                                                | TANJA                                                                |
| Allgemeine Daten   | Allgemeine Daten                                                     | Allgemeine Daten                                                     |
| ------------------ | -------------------------------------------------------------------- | -------------------------------------------------------------------- |
| Schiffstyp:        | Doppelendfähre                                                       | Doppelendfähre                                                       |
| Fährverbindung:    | Neu Darchau–Darchau (Elbe, Niedersachsen)                            | Neu Darchau–Darchau (Elbe, Niedersachsen)                            |
| Baujahr:           | 1959                                                                 | 1959                                                                 |
| Bauwerft:          | Scheepswerf en Machinefabriek H. J. Koopman, Dordrecht (Niederlande) | Scheepswerf en Machinefabriek H. J. Koopman, Dordrecht (Niederlande) |
| Technische Daten   |                                                                      |                                                                      |
| Länge über alles:  | 45,9 m                                                               | 45,9 m                                                               |
| Breite über alles: | 12,1 m                                                               | 12,1 m                                                               |
| Tiefgang:          | 0,7 m                                                                | 0,7 m                                                                |
| Tragfähigkeit:     | 140 t                                                                | 140 t                                                                |
| Fahrzeuge:         | 21 PKW                                                               | 21 PKW                                                               |
| Personen:          | 200                                                                  | 200                                                                  |
| Geschwindigkeit:   | 14 km/h                                                              | 14 km/h                                                              |

Tanja (ex Waal, ex Wijkse Veer) ist eine auf der Elbe in Niedersachsen verkehrende Fähre. Sie fährt zwischen Neu Darchau im Landkreis Lüchow-Dannenberg und Darchau im Amt Neuhaus, Landkreis Lüneburg.

## Allgemeine Daten
Die Fähre wurde 1959 auf der Scheepswerf en Machinefabriek H. J. Koopman in Dordrecht, Niederlande, gebaut und am 26. März 1960 als Waal in Dienst gestellt. Von 1960 bis 1974 wurde sie von der niederländischen Gemeinde Tiel betrieben. Im Jahre 1974 wurde das Schiff von der Gemeinde Wijk bij Duurstede übernommen. Als Wijkse Veer fuhr es dort bis 1993. Seit 1993 wird das Schiff vom „Eigenbetrieb Fähre Tanja“ der Gemeinde Neu Darchau betrieben. Es ersetzte dort eine kleinere Doppelendfähre gleichen Namens, die noch bis 1997 als Reserveschiff in Neu Darchau lag.

## Technische Daten
Tanja ist eine freifahrende Doppelendfähre mit Rampen an beiden Enden. Das Ruderhaus befindet sich auf einer Brücke mittig über der Fahrbahn. Die Fähre hat eine Gesamtlänge von 45,9 Metern, eine Breite von 12,1 Metern und einen Tiefgang von 0,7 Metern. Die für den Transport nutzbare Länge beträgt 30,9 Meter, die Tragfähigkeit 140 Tonnen. Es können bis zu 21 Personenkraftwagen oder 200 Personen befördert werden. Das höchste transportierbare Einzelgewicht beträgt vierzig Tonnen. Das Schiff erreicht eine Geschwindigkeit von 14 km/h. Der Antrieb besteht aus zwei Scania-Dieselmotoren, die jeweils einen Voith-Schneider-Propeller antreiben.

## Fährverbindung
Die Elbfähre Tanja verbindet bei Elbkilometer 536,5 die Kreisstraße 19 (K 19) des Landkreises Lüchow-Dannenberg mit der Kreisstraße 61 (K 61) des Landkreises Lüneburg. Auf der linken Elbseite stellt die K 19 eine Verbindung zur Landesstraße 232 (L 232), die den Verkehrsanschluss Neu Darchaus zur Bundesstraße 216 (B 216) bei Dahlenburg sicherstellt, her. Die rechtselbische K 61 trifft in Neuhaus (Elbe) auf die Bundesstraße 195 (B 195). Mit der Amt Neuhaus, die zwischen Bleckede und Neu Bleckede verkehrt, stellt das Fährschiff die direkten Verkehrsverbindungen zwischen dem auf der rechten Elbseite liegenden Amt Neuhaus und dem linkselbischen Kreisgebiet des Landkreises Lüneburg her.
Die Fähre verkehrt ganzjährig und setzt laufend zwischen beiden Anlegestellen über. Eine Überfahrt dauert ungefähr fünf Minuten. An Werktagen fährt Tanja zwischen 5:00 und 21:00 Uhr, an Sonn- und Feiertagen von 9:00 bis 21:00 Uhr.
Im Jahre 2007 überquerte die Fähre nach Angaben des Eigenbetriebes 60.000 mal die Elbe. Dabei wurden täglich im Durchschnitt 495 Autos transportiert und insgesamt 436.000 Personen befördert.
Ursprünglich war die Fähre nach ihrer Indienststellung im Jahre 1960 bis 1993 in den Niederlanden im Einsatz. Bis 1974 fuhr sie auf der Waal zwischen Tiel und Wamel. Von 1974 bis 1993 verkehrte das Schiff auf dem Lek zwischen Rijswijk und Wijk bij Duurstede.

## Belege
Die Informationen dieses Artikels entstammen zum größten Teil aus
- Wilhelm Langes: Tanja. In: Wagenfähren in Deutschland, den Niederlanden und Westeuropa. Dortmund 2003. Abgerufen am 9. Mai 2010.

Darüber hinaus werden folgende Einzelnachweise zitiert:
1. 1 2  Eigenbetrieb Fähre Tanja. (Memento des Originals vom 19. Dezember 2009 im Internet Archive)  Info: Der Archivlink wurde automatisch eingesetzt und noch nicht geprüft. Bitte prüfe Original- und Archivlink gemäß Anleitung und entferne dann diesen Hinweis. In: Webseite der Gemeinde Neu Darchau. Abgerufen am 9. Mai 2010.
2. ↑  Wilhelm Langes: Baden-Pfalz. In: Binnenfähren in Deutschland, den Niederlanden und Westeuropa. Dortmund 2003. Abgerufen am 1. August 2009.
3. 1 2  Elbfähre Darchau–Neu Darchau. (Memento des Originals vom 8. Juli 2010 im Internet Archive)  Info: Der Archivlink wurde automatisch eingesetzt und noch nicht geprüft. Bitte prüfe Original- und Archivlink gemäß Anleitung und entferne dann diesen Hinweis. In: Verkehrsinfo Region Hamburg. Schiff & Hafen. Elbfähren. Behörde für Stadtentwicklung und Umwelt Hamburg – Amt für Verkehr und Straßenwesen, Hamburg Juni 2003. Abgerufen am 9. Mai 2009.
4. ↑  Wilhelm Langes: Elbe – Saalemündung bis Cuxhaven. In: Wagenfähren in Deutschland. Dortmund 2003. Abgerufen am 9. Mai 2010.
5. ↑  Topographische Karte 1:50000 Niedersachsen/Bremen. Landesvermessung und Geobasisinformation Niedersachsen.
6. ↑  Elbfähren. (Memento des Originals vom 11. Juli 2010 im Internet Archive)  Info: Der Archivlink wurde automatisch eingesetzt und noch nicht geprüft. Bitte prüfe Original- und Archivlink gemäß Anleitung und entferne dann diesen Hinweis. In: Verkehrsinfo Region Hamburg. Schiff & Hafen. Behörde für Stadtentwicklung und Umwelt Hamburg – Amt für Verkehr und Straßenwesen. Abgerufen am 9. Mai 2010.
7. ↑  Ein gutes Jahr. Rat Neu Darchau tagte in Drethem. In: Elbe-Jeetzel-Zeitung, 8. April 2008. Abgerufen am 9. Mai 2010.

Koordinaten: 53° 14′ 6,3″ N, 10° 53′ 31,3″ O